# Doha Diamond League 2024
Doha Diamond League 2024, właśc. Seashore Group Doha Meeting 2024 – 26. edycja międzynarodowego mityngu lekkoatletycznego, który odbył się 10 maja 2024 roku na Qatar SC Stadium w Dosze. Zawody były trzecią odsłoną znajdującej się w kalendarzu Diamentowej Ligi, cyklu najbardziej prestiżowych mityngów lekkoatletycznych, organizowanych pod egidą World Athletics w sezonie 2024.

## Program mityngu
Źródło: swisstiming.com.
| Godzina | Konkurencja                   |
| ------- | ----------------------------- |
| 17:55   | Rzut dyskiem                  |
| 18:23   | Skok w dal                    |
| 19:04   | Bieg na 400 m                 |
| 19:23   | Bieg na 200 m                 |
| 19:42   | Rzut oszczepem                |
| 20:06   | Bieg na 1500 m                |
| 20:38   | Bieg na 400 m przez płotki    |
| 20:48   | Bieg na 3000 m z przeszkodami |

| Godzina | Konkurencja                |
| ------- | -------------------------- |
| 18:02   | Skok o tyczce              |
| 19:10   | Skok wzwyż                 |
| 19:13   | Bieg na 800 m              |
| 19:34   | Bieg na 1500 m             |
| 19:45   | Bieg na 5000 m             |
| 20:18   | Bieg na 100 m przez płotki |
| 20:28   | Bieg na 100 m              |

## Wyniki
| WL – najlepszy wynik na listach światowych w sezonie \| NR – rekord kraju \| PB – rekord życiowy \| SB – najlepszy wynik w sezonie \| MR – rekord mityngu |

### Mężczyźni
| Konkurencja                   | 1. miejsce        | Rezultat       | 2. miejsce         | Rezultat   | 3. miejsce        | Rezultat   |
| Bieg na 200 m                 | Kenneth Bednarek  | 19,67 WL MR PB | Courtney Lindsey   | 20,01      | Kyree King        | 20,21      |
| Bieg na 400 m                 | Steven Gardiner   | 44,76          | Muzala Samukonga   | 45,07      | Leungo Scotch     | 45,29      |
| Bieg na 1500 m                | Brian Komen       | 3:32,43        | Timothy Cheruiyot  | 3:32,67 SB | Reynold Cheruiyot | 3:32,96    |
| Bieg na 400 m przez płotki    | Alison dos Santos | 46,86 WL MR    | CJ Allen           | 48,39 SB   | Wilfried Happio   | 49,10 SB   |
| Bieg na 3000 m z przeszkodami | Samuel Firewu     | 8:07,25 WL PB  | Abraham Kibiwott   | 8:07,38 SB | Getnet Wale       | 8:09,69 SB |
| Skok w dal                    | Carey McLeod      | 8,52w          | Miltiadis Tendoglu | 8,36 EL    | Simon Ehammer     | 8,30w      |
| Rzut dyskiem                  | Kristjan Čeh      | 70,48 SB       | Matt Denny         | 69,02      | Henrik Janssen    | 65,74 SB   |
| Rzut oszczepem                | Jakub Vadlejch    | 88,38 SB       | Neeraj Chopra      | 88,36 SB   | Anderson Peters   | 86,62 SB   |

### Kobiety
| Konkurencja                | 1. miejsce       | Rezultat    | 2. miejsce         | Rezultat    | 3. miejsce         | Rezultat    |
| Bieg na 100 m              | Daryll Neita     | 10,98 EL    | Tamari Davis       | 10,99       | Celera Barnes      | 11,02 SB    |
| Bieg na 800 m              | Mary Moraa       | 1:57,91 SB  | Jemma Reekie       | 1:58,42     | Noélie Yarigo      | 1:58,70 SB  |
| Bieg na 1500 m             | Freweyni Hailu   | 4:00,42     | Jessica Hull       | 4:00,84 SB  | Nelly Chepchirchir | 4:01,19 SB  |
| Bieg na 5000 m             | Beatrice Chebet  | 14:26,98 WL | Ejgayehu Taye      | 14:29,26 SB | Medina Eisa        | 14:34,11 SB |
| Bieg na 100 m przez płotki | Ditaji Kambundji | 12,49 EL    | Tonea Marshall     | 12,51       | Pia Skrzyszowska   | 12,53 SB    |
| Skok wzwyż                 | Angelina Topić   | 1,94        | Iryna Heraszczenko | 1,91 SB     | Eleanor Patterson  | 1,91        |
| Skok o tyczce              | Molly Caudery    | 4,73        | Nina Kennedy       | 4,73        | Tina Šutej         | 4,63        |